# تجمع الصدر (زمنخ ومنوخ)

تعديل مصدري - تعديل

تجمع الصدر هو "تجمع بدوي" في عزلة زمنح ومنوخ بمديرية زمنخ ومنوخ التابعة لمحافظة حضرموت، بلغ تعداد سكانها 65 نسمة حسب تعداد اليمن لعام 2004.